# Livsmedelsfärgämnen

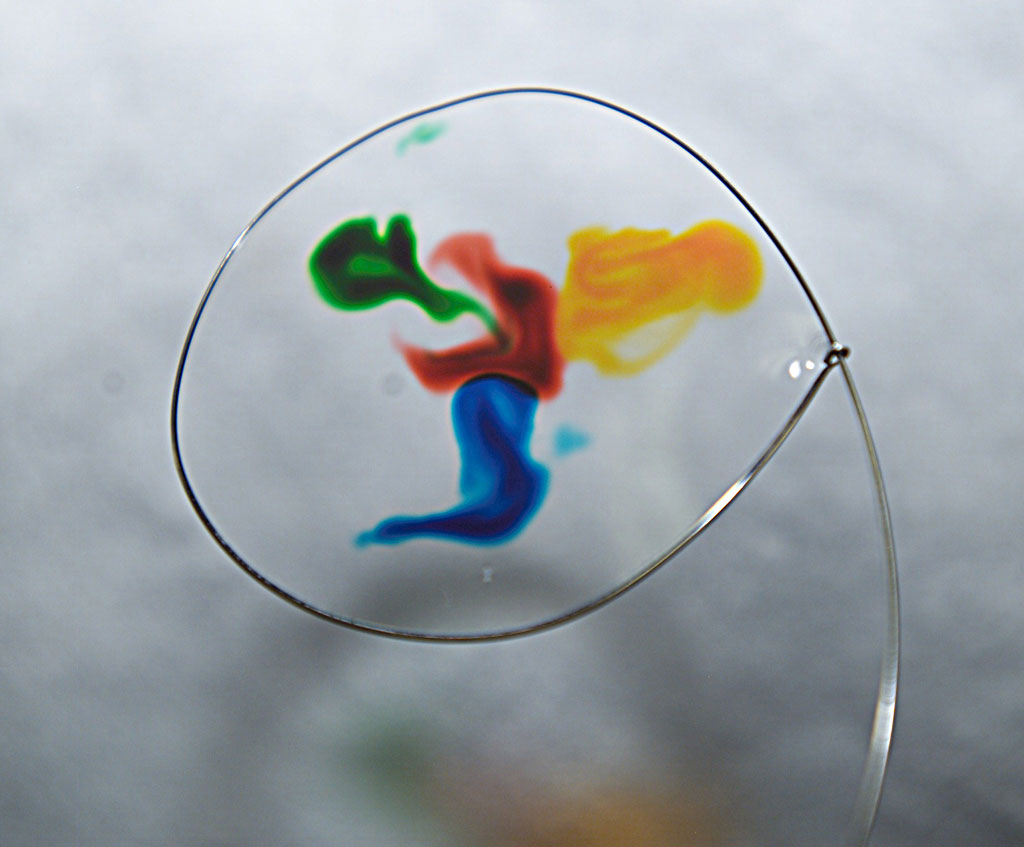
Livsmedelsfärgämnen som sprids på en tunn vattenfilm i tyngdlöshet, bilden är tagen ombord ISS 2003.

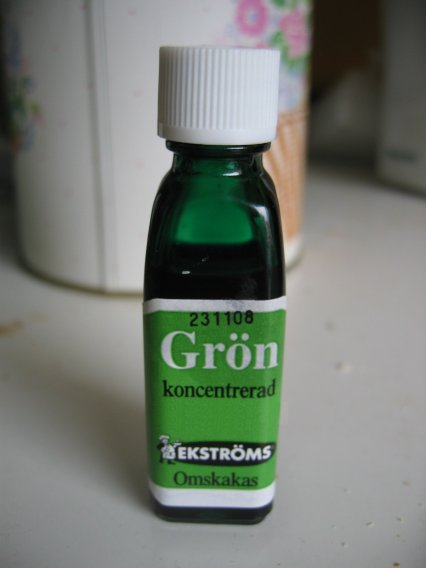
Grön hushållsfärg.

Livsmedelsfärgämne är ett ämne som används för att ge färg åt ett livsmedel.
Hushållsfärg, eller i dagligt tal även karamellfärg, brukar förutom livsmedelsfärgämne innehålla livsmedelstillsatser. Den kan användas till bland annat bakverk, godis och trolldeg.

## Olika färgämnen
Det finns ett antal ämnen som används som färgämne i livsmedel. Dessa ämnen brukar anges som ett E-nummer i innehållsdeklarationen. Många av dessa ämnen är helt naturliga och är även ibland vitaminer, exempelvis riboflavin andra färgämnen är konstgjorda.
- E 100 Kurkumin
- E 101 Riboflavin, riboflavin-5'-fosfat
- E 102 Tartrazin
- E 104 Kinolingult
- E 110 Para-orange
- E 120 Karmin
- E 122 Azorubin
- E 123 Amarant
- E 124 Nykockin
- E 127 Erytrosin
- E 128 Röd 2G
- E 129 Allurarött AC
- E 131 Patentblått V
- E 132 Indigotin
- E 133 Briljantblått FCF
- E 140 Klorofyll, klorofylliner
- E 141 Klorofyll-kopparkomplex, klorofyllinkopparkomplex
- E 142 Grön S
- E 150 a-d Sockerkulör
- E 151 Briljantsvart BN
- E 153 Vegetabiliskt kol
- E 154 Brun FK
- E 155 Brun HT
- E 160 a Karotener, betakaroten
- E 160 b Annattoextrakt
- E 160 c Paprikaextrakt
- E 160 d Lykopen
- E 160 e Beta-apo-8'-karotenal
- E 160 f Beta-apo-8'-karotensyraetylester
- E 161 b Lutein (gul-orange)
- E 161 g Kantaxantin
- E 161 j Astaxantin
- E 162 Rödbetsrött, betanin
- E 163 Antocyaniner
- E 170 Kalciumkarbonat
- E 171 Titandioxid
- E 172 Järnoxider och järnhydroxider
- E 173 Aluminium
- E 174 Silver
- E 175 Guld
- E 180 Litolrubin BK